# Luke Records

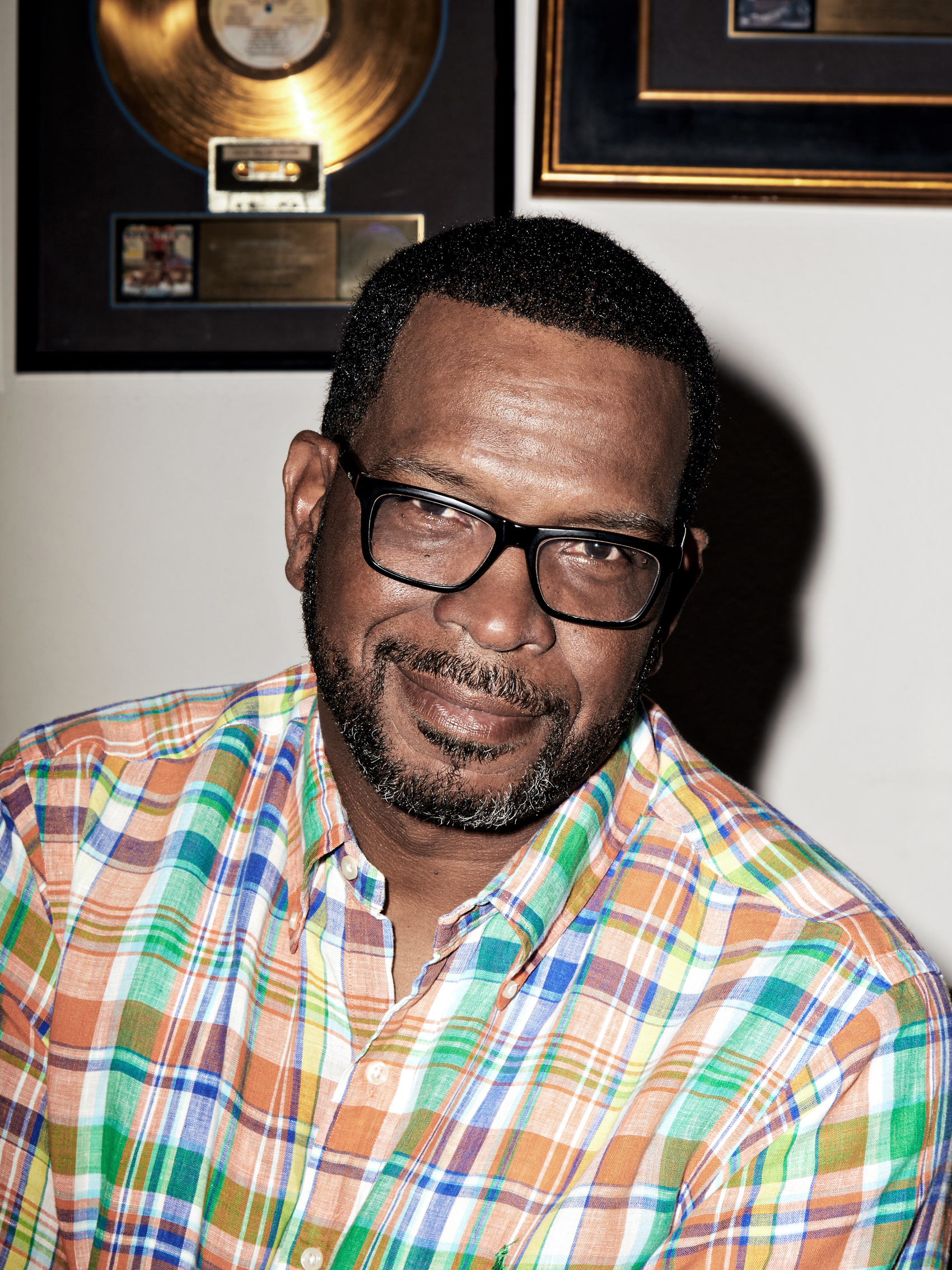
Photo de Luther Campbell en mai 2017 par David Cabrera

Luke Records est la maison de production créée en 1990 par Luther Campbell, (former) frontman du 2 Live Crew.
D'abord créée sous le nom Luke Skyywalker Records, George Lucas demandera avec appuis de la justice à Campbell de le modifier. Il décide d'utiliser alors comme nouveau nom pour sa maison de production "Luke Records".

## Artistes de Luke Records et Luke Skyywalker Records
- 2 Live Crew
- Anquette
- Bust Down
- Disco Rick and the Dogs
- H Town
- Home Team
- Le Juan Love
- Luke
- MC Shy D
- No Good But So Good
- Poison Clan
- The PreC.I.S.E. M.C.